# Halyna Hutchins
Halyna Anatoliivna Hutchins (ukrainska: Галина Анатоліївна Хатчінс), född Androsovytj den 10 april 1979 i Horodets i Zjytomyr oblast, Ukraina, död 21 oktober 2021 i Albuquerque, New Mexico, var en ukrainsk-amerikansk filmfotograf och bildjournalist.
Den 21 oktober 2021 blev hon dödligt skadad under en inspelning av filmen Rust då ett skarpladdat skjutvapen, av ännu ej fastställda orsaker, användes istället för ett med lösa skott. Hon avled senare samma dag på sjukhus i Albuquerque. Skådespelaren Alec Baldwin höll i vapnet vid incidenten, ett vapen som tillhandahölls av filmpersonal på platsen. Förutom dödsskjutningen av Hutchins skadades även en annan person när vapnet avlossades.
Händelsen har följts av en uppmärksammad rättsprocess där man försökt klarlägga ansvaret för det inträffade. I januari 2023 meddelades att Baldwin och ytterligare en–två personer från inspelningspersonalen ska åtalas för det inträffade. Baldwin har tidigare nått en överenskommelse i en civilrättslig process rörande fallet, en överenskommelse som inneburit att han betalat ekonomisk kompensation.